# Отец Кирилово
Отец Кирилово е село в Южна България. То носи името на отец Кирил Слепов от гр.Сопот. Селото се намира в община Брезово, област Пловдив.

## Културни и природни забележителности
Къщи-паметници на културата, в т.ч. и паметна плоча с барелеф на младши лейтенант Таньо Стоев Енчев, загинал при охрана на държавната граница на 06.05.1987 г.

## Редовни събития
Традиционен празничен събор на 24 май.